# Bisdom Lucena
Het bisdom Lucena (Latijn: Dioecesis Lucenensis) is een rooms-katholiek bisdom met als zetel Lucena, op de Filipijnen. Het bisdom is suffragaan aan het aartsbisdom Lipa. 

## Geschiedenis
Het bisdom werd opgericht op 28 maart 1950, uit delen van het bisdom Lipa, en was suffragaan aan het aartsbisdom Manilla. Op 20 juni 1972 veranderde het van kerkprovincie en werd suffragaan aan het nieuw verheven aartsbisdom Lipa. 
Het verloor gebied bij de oprichting van de bisdommen Boac (1977) en Gumaca (1984).

## Parochies
Het bisdom had in 2021 een oppervlakte van 2.335 km2 en telde 1.169.342	inwoners waarvan 86,1% rooms-katholiek was.

## Bisschoppen
- Alfredo Maria Obviar y Aranda (21 juni 1969 - 25 september 1976; apostolisch administrator sinds 4 november 1950)
- José Tomás Sánchez (25 september 1976 - 12 januari 1982; coadjutor sinds 13 december 1971, kardinaal in 1991)
- Ruben Tolentino Profugo (15 mei 1982 - 13 september 2003; hulpbisschop sinds 27 augustus 1979)
- Emilio Zurbano Marquez (13 september 2003 - 29 juli 2017; coadjutor sinds 4 mei 2002)
- Mel Rey Mingoa Uy (29 juli 2017 - heden)

## Galerij van afbeeldingen

Wapen van het bisdom
Voormalig wapen van het bisdom
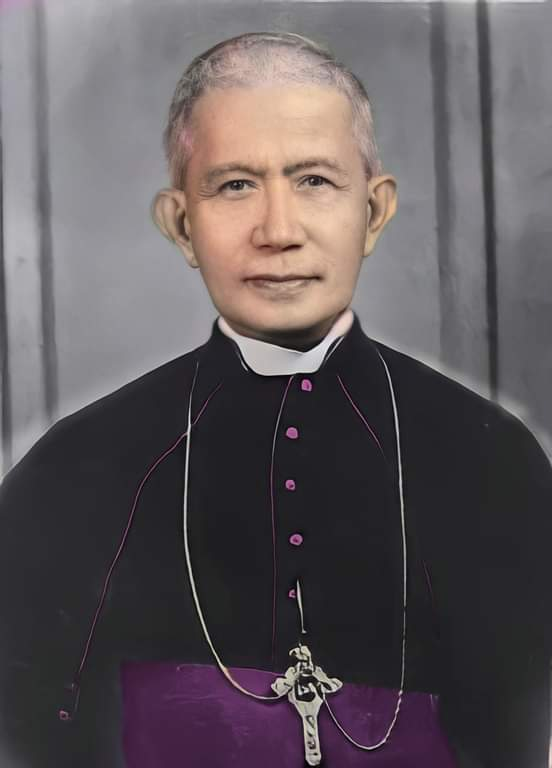
Bisschop Alfredo Maria Obviar y Aranda (1950/1969-1976), de eerste bisschop
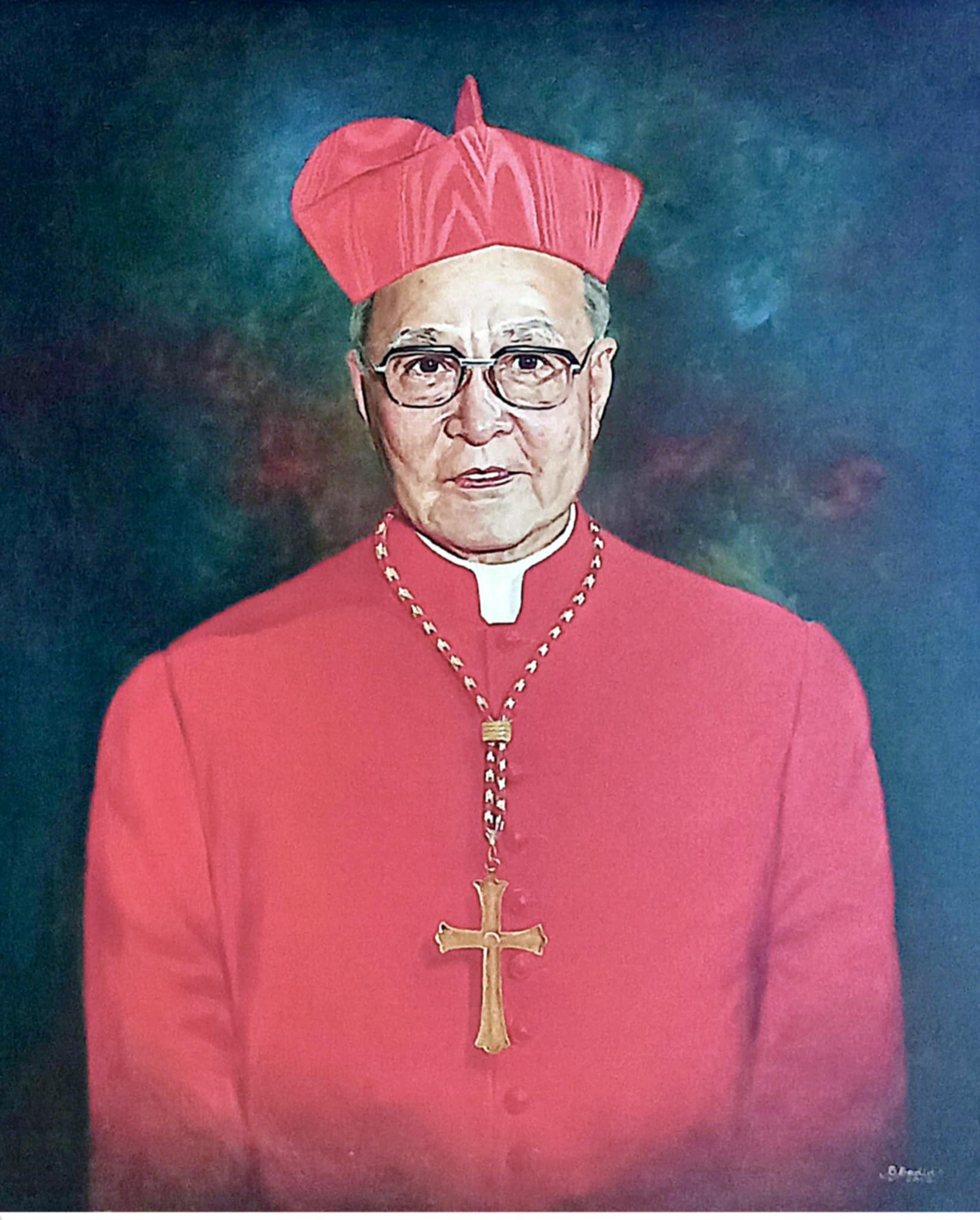
Bisschop José Tomás Sánchez (1976-1982), kardinaal in 1991

Lipa (aartsbisdom) · Boac · Gumaca · Infanta (territoriale prelatuur) · Lucena